# Tadeusz Wojciech Kaczmarek
Tadeusz Wojciech Kaczmarek (ur. 1 lipca 1928 w Łodzi, zm. 15 lipca 2019 w Konstancinie-Jeziornie) – polski polityk i urzędnik.

## Życiorys
Syn Anieli i Nikodema albo Bolesława. W latach 1942–1944 pracował jako tkacz w Fabryce Włókienniczej w Łodzi. W 1944 wysłany na roboty przymusowe do Niemiec, gdzie przebywał do 1945. W latach 1945–1949 uczył się w gimnazjum i liceum w Łodzi. W latach 1949–1954 studiował ekonomię na Uniwersytecie w Leningradzie (1949–1954).
W latach 1946–1948 był członkiem Związki Walki Młodych, a od 1950 Związku Młodzieży Polskiej. W 1948 wstąpił do Polskiej Zjednoczonej Partii Robotniczej.
Od 1954 do 1955 był starszym asystentem na Politechnice Warszawskiej. Od 1955 do 1963 pracował w Wydziale Zagranicznym Komitetu Centralnego PZPR kolejno jako: referent, instruktor, starszy instruktor. W latach 1963–1972 pełnił funkcję zastępcy redaktora naczelnego (lub redaktora naczelnego) wydawnictwa „Książka i Wiedza”. W 1972 objął stanowisko podsekretarza stanu w ministerstwie kultury i sztuki, które sprawował do 1978. Następnie konsul generalny w Leningradzie (1978–1979). Po powrocie do Polski zastępca redaktora naczelnego w Krajowej Agencji Wydawniczej (1980–1988).
Był prezesem Polskiego Towarzystwa Sztuk Pięknych (1970–1972) oraz Towarzystwa Przyjaciół Sztuk Pięknych.